# 昭潭街道
昭潭乡，是中华人民共和国湖南省湘潭市雨湖区下辖的一个乡镇级行政单位。

## 行政区划
昭潭乡下辖以下地区：
富民城社区、宝丰街社区、措树园村、广场村、烟竹村、高标村、许家铺村和建城村。